# Trave
Trave (znanstveno ime Poaceae) je družina večinoma zelnatih, redkeje olesenelih rastlin. Obsegajo okoli 9000 vrst, združenih v okoli 650 rodov. So vir vseh vrst žit (vključno z rižem), večine svetovnega pridelka sladkorja, hrane za domače in divje živali, bambusa in trstike. Pripadniki te družine uspevajo v vseh biomih na svetu.

## Razširjenost
Trave so kozmopoliti. Preraščajo približno 20 % kopnega na Zemlji. Dominirajo v pasu med gozdovi in puščavami, to je v pasu step, prerij, savan in pamp. Pod vplivom človeka so nastale obsežne kulturne stepe na nekoč gozdnatih območjih.

## Opis
Med travami prevladujejo zelišča, zelnate trajnice in enoletnice. Pravih lesnatih rastlin ni, čeprav pri nekaterih stebla olesenijo (bambus).

### Koreninski sistem
Pri tipičnih travah je koreninski sistem šopast in pogosto dopolnjen z nadomestnimi koreninami, ki poganjajo iz spodnjih stebelnih kolenc.

### Steblo
Steblo trav (bil ali bilka) je pokončno, izrazito kolenčasto, večinoma nerazraslo in največkrat votlo. Včasih je steblo tudi polno ali celo lesnato, vendar ne zaradi sekundarne debelitve, ampak zaradi lignifikacije primarnih tkiv (bambus).
Trave imajo pogosto podzemna stebla, iz katerih poganjajo nadzemni deli. Stebla se razraščajo v glavnem tik pod ali nad površjem. 

### Listi
Listi rastejo v dveh vrstah v določenih presledkih vzdolž stebla. Mesto kjer so pritrjeni na steblo se imenuje kolence (nodij). Sestavljeni so iz nožnice in ploskve. Nožnica, ki je morfološka značilnost trav, tesno obdaja steblo in daje mehansko oporo mehkemu delu stebla, ki je tik nad kolencem. Kjer prehaja listna nožnica v listno ploskev, je pri mnogih travah nežna prosojna listna kožica ali ligula. Kolence ni votlo, tu je tkivo, ki omogoča travam rast v dolžino. Odebelina na kolencih nastane zato, ker na tem mestu močno odebeli listna nožnica; s tem je nežno tkivo v notranjosti kolenca dobro zavarovano.

### Socvetje
Socvetja trav so sestavljena socvetja. Glavna os socvetja ne nosi posameznih cvetov, temveč manjša socvetja, ki jim pravimo klaski. Urejeni so na različne načine, od posamičnega klasa ali grozda do vmesnih stopenj z nekaj klaski in večvejnatega lata. 
- Vsak cvet trav ima tri prašnike in en pestič. Le nekateri rodovi imajo šest prašnikov (na primer riž). Nekatere vrste bambusa imajo razen šestih prašnikov tudi tri puhaste brazde na pestiču, pod njim pa namesto dveh tri luskice.
- Cvetnega odevala navidezno sploh ni, ker so trave vetrocvetke in tako veter lažje odnaša in prinaša pelod.
- Plodnica je nadrasla, z eno semensko zasnovo. Brazda je velika in deljena. Cvetovi so praviloma dvospolni (redko enospolni).
- Vsak cvet v klasu je v zalistju krovne pleve, podpira pa ga predpleva. Cvetno odevalo trav je močno reducirano, sestavljeno le še iz dveh lusk - lodikul. Pleve so pogosto podaljšane v ostnate rese.

V klasu pšenice, rži, ječmena in mnogih drugih trav so klaski sedeči, to je nepecljati; v latu pa so klaski pecljati, tako na primer pri ovsu.

## Razmnoževanje
Trave so vetrocvetke in imajo dvospolne cvetove - ena izmed redkih izjem je koruza. Opraševanje traja zelo kratek čas.

## Pomen trav
Velik pomen trav, ki ga imajo v vegetaciji, je predvsem v njihovi sposobnosti, da rastejo v silnih množinah in da tvorijo masovne sestoje, kot so pašniki, senožeti, travniki, stepe, pampe, prerije in savane. 
Trave so najožje povezane z evolucijo človeka, saj so se vse človeške civilizacije razvile vsaj z eno od vrst trav kot glavnim virom prehrane:
- Mala Azija - ječmen in pšenica
- zmernotopli predeli Azije in Evrope - rž in oves
- daljni Vzhod - riž
- Indija - proso
- Afrika - sirk in proso
- Amerika - koruza

Trave dajejo poleg škroba tudi sladkor (Saccharum officinarium), krmo živalim, lignificirana stebla bambusov se uporabljajo za pohištvo. Pomembne so tudi za krajinsko oblikovanje (trate, zelenice, igrišča).

## Sistematika
Tipski rod trav je latovka (Poa), odtod tudi poimenovanje družine Poaceae. Ime Poa izvira iz grščine in pomeni zelišče, trava, rastlina. Zastarel izraz za družino je Gramineae. Uporaba starejšega izraza je še vedno dovoljena: Poaceae = Gramineae Jussieu nom. cons. (nomina conservanda) et nom. alt. (nomen alternativum).
Trave so kritosemenke (Magnoliophyta). V nasprotju z golosemenkami (Gymnospermae) je pri njih semenska zasnova v plodnici. Družina trav pripada redu travovci (Poales) in razredu enokaličnice (Liliopsida). Družina vsebuje približno 10.000 vrst, ki so razdeljene v 600 do 700 rodov. Trave so razdeljene v 13 poddružin, ki so po velikosti neenakomerno porazdeljene, potem so razčlenjene še v skupno 64 tribusov. Poddružine lahko glede na filogenetiko združimo v dve glavni skupini: „BEP-klad“ in „PACC-klad“.